# Agnosia orneus
Espèce
Agnosia orneus est une espèce  de lépidoptères appartenant à la famille des Sphingidae, à la sous-famille des Smerinthinae, à la tribu des Smerinthini et au genre Agnosia.

## Répartition et habitat
Répartition
L'espèce est connue dans le nord de l'Inde

## Description
L'envergure de l'imago est de 44 mm. Le dessus de l'aile antérieure a une moitié basale brun pâle et une moitié distale généralement plus foncée, avec une tache brun foncé arrondie sur la marge interne près de la base.

## Systématique
- L'espèce a été décrite par l'entomologiste britannique John Obadiah Westwood en 1847[1].

### Synonymie
- Smerinthus pudorinus Walker, 1856 [2]
- Smerinthus pudorinus Boisduval, 1874   [3]